# Ourvitch
Ourvitch (en macédonien Урвич Urvič; en albanais Urviçi) est un village du nord-ouest de la Macédoine du Nord, situé dans la municipalité de Bogovinyé. Le village comptait 756 habitants en 2002. Il est majoritairement "turc".

## Démographie
Lors du recensement de 2002, le village comptait :
- Turcs : 640
- Albanais : 113
- Macédoniens : 1
- Autres : 2